# Lough Erne
Lough Erne (irl.: Loch Éirne) – to nazwa dla dwóch (Upper Lough Erne i Lower Lough Erne) połączonych ze sobą jezior w hrabstwie Fermanagh w Irlandii Północnej, pomiędzy którymi znajduje się miasto Enniskillen. Rzeką tworzącą oba jeziora jest Erne. Brzeg jeziora jest miejscami wysoki i skalisty, jezioro posiada wiele zatok i przesmyków. Na jeziorze znajduje się również wiele małych wysp.